# Sint-Fledericuskerk

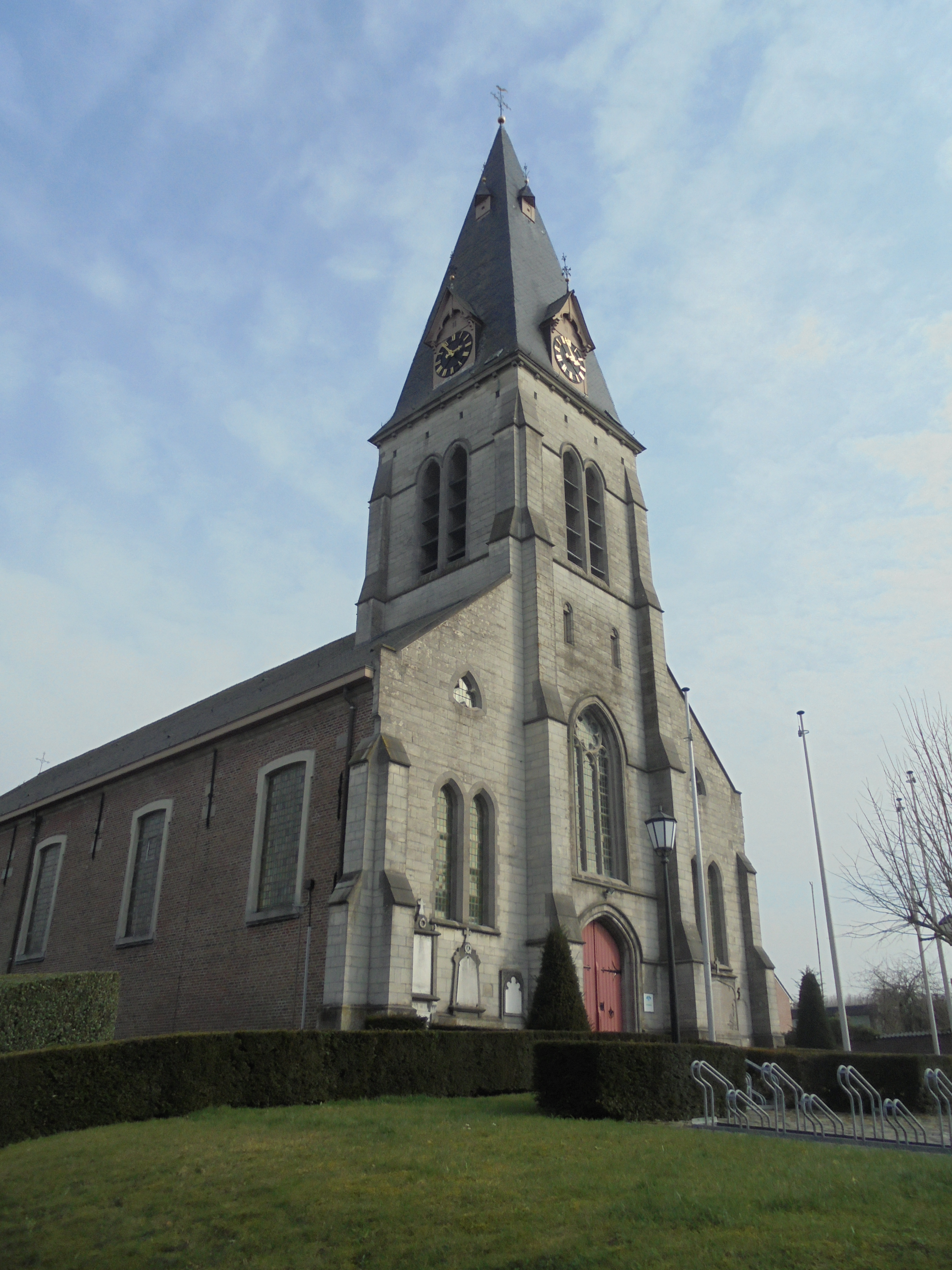
Sint-Fledericuskerk

De Sint-Fledericuskerk is de parochiekerk van de tot de Oost-Vlaamse gemeente Sint-Lievens-Houtem behorende plaats Vlierzele. De kerk is gelegen aan Vlierzeledorp.

## Geschiedenis
In de eerste helft van de 13e eeuw stond hier al een kerkgebouw. In 1780 werd een driebeukig schip, een koor en de zuidelijke sacristie gebouwd in classicistische stijl. De – waarschijnlijk romaanse – toren van de oorspronkelijke kerk bleef voorlopig behouden. In 1892 werd de westgevel met de halfingebouwde toren herbouwd in neogotische zin naar ontwerp van Jules Goethals.

## Gebouw
Het betreft een driebeukige georiënteerde kerk met bakstenen schip en koor in classicistische stijl. De neogotische westgevel en de halfingebouwde toren werden in kalkzandsteen uitgevoerd. Deze toren heeft vier geledingen.

## Interieur
Het hoofdaltaar is een marmeren portiekaltaar van 1677-1678, afkomstig uit de Gentse Sint-Baafskathedraal en in 1783 hier geplaatst. Ook de zijaltaren zijn van 1783. Er is een schilderij uit eind 17e eeuw, voorstellende het Huwelijk van Jozef en Maria. De koorlambrisering, de preekstoel en de communiebank zijn uit het laatste kwart van de 18e eeuw. Het gotische doopvont, vervaardigd van Balegemse steen, is van omstreeks 1500. Het orgel is van 1643 en was oorspronkelijk voor de Sint-Baafskathedraal bestemd. Er is een laat-17e eeuws schilderij van Sint-Willem van Aquitanië.